# スチュアート・ドライバーグ
スチュアート・ドライバーグ（Stuart Dryburgh、1952年3月30日 - ）は、イングランド系ニュージーランド人の撮影監督である。

## 経歴
1952年3月30日、ロンドンに生まれる。9歳の頃、ニュージーランドへ移り住む。オークランド大学で建築を学んだ。1996年、アメリカ合衆国へ移り住む。ニューヨーク州ニューヨーク市ブルックリン区に在住している。『ピアノ・レッスン』や『ある貴婦人の肖像』などの撮影を手がけた。

## フィルモグラフィー

### 映画
- エンジェル・アット・マイ・テーブル An Angel at My Table （1990年）
- ピアノ・レッスン The Piano （1993年）
- ワンス・ウォリアーズ Once Were Warriors （1994年）
- 太陽に抱かれて The Perez Family （1995年）
- ある貴婦人の肖像 The Portrait of a Lady （1996年）
- 真実の囁き Lone Star （1996年）
- アナライズ・ミー Analyze This （1999年）
- プリティ・ブライド Runaway Bride （1999年）
- ブリジット・ジョーンズの日記 Bridget Jones's Diary （2001年）
- ニューヨークの恋人 Kate & Leopold （2001年）
- リクルート The Recruit （2003年）
- イーオン・フラックス Æon Flux （2005年）
- ペインテッド・ヴェール ある貴婦人の過ち The Painted Veil （2006年）
- 幸せのレシピ No Reservations （2007年）
- ミッシング 〜消された記憶〜 The Girl in the Park （2007年）
- 幸せの1ページ Nim's Island （2008年）
- アメリア 永遠の翼 Amelia （2009年）
- テンペスト The Tempest （2010年）
- キリング・フィールズ 失踪地帯 Texas Killing Fields （2011年）
- ケイト・レディが完璧な理由 I Don't Know How She Does It （2011年）
- 終戦のエンペラー Emperor （2012年）
- LIFE! The Secret Life of Walter Mitty （2013年）
- ブラックハット Blackhat （2015年）
- アリス・イン・ワンダーランド/時間の旅 Alice Through the Looking Glass （2016年）
- グレートウォール The Great Wall / 長城 （2016年）
- gifted/ギフテッド Gifted （2017年）
- さよなら、僕のマンハッタン The Only Living Boy in New York （2017年）
- ベン・イズ・バック Ben Is Back (2018年)
- メン・イン・ブラック:インターナショナル Men in Black: International (2019年)

### テレビ映画
- マーロウ 最後の依頼 Poodle Springs （1999年）

## 受賞
- 1993年 - 第35回オーストラリア映画協会賞 - 最優秀撮影賞（『ピアノ・レッスン』）[5]
- 1993年 - 第19回ロサンゼルス映画批評家協会賞 - 最優秀撮影賞（『ピアノ・レッスン』）[6]